# Фенни

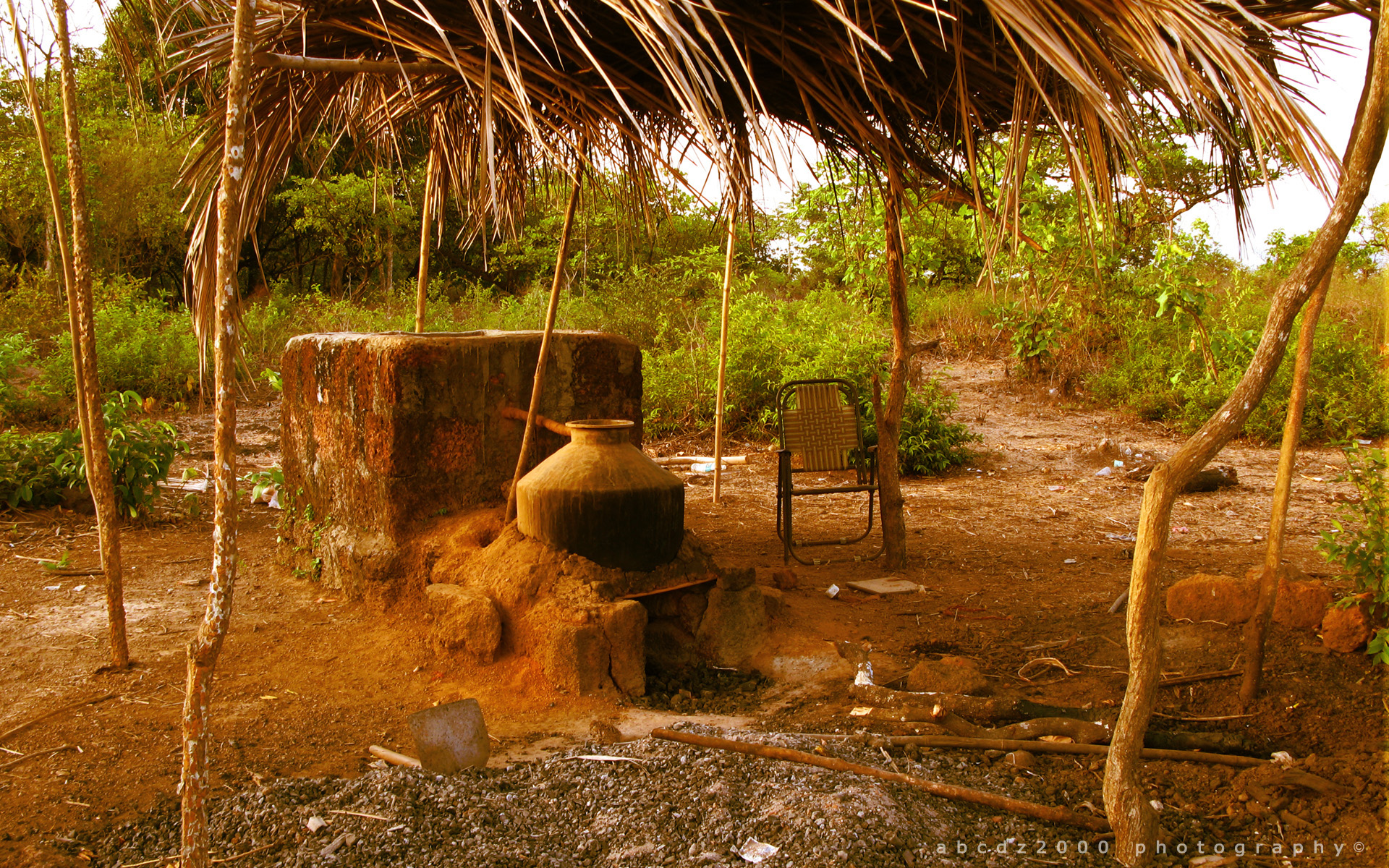
Традиционная установка для приготовления фенни из плодов кешью

Фенни (Fenny, Feni) — индийский алкогольный напиток из сока кокосовой пальмы или плодов кешью. Производится преимущественно в Гоа.
Фенни бывает трёх сортов:
- Аррак — продукт первой перегонки, напиток низшего сорта.
- Казуло — продукт второй перегонки, напиток умеренной крепости.
- Фенни — продукт третьей перегонки. Крепость высокосортного фенни — 42 градуса.

## Приготовление
При традиционном методе приготовления плоды кешью толкут на камне, по специальному жёлобу сок стекает в сосуд, зарытый в землю. Собранный сок очищают в глиняных или медных горшках. Очищенный сок варят в большой кастрюле при помощи древесного топлива. Перегонка продолжается в течение 8 часов. 